# Петербург в Петрово время
Санкт-Петербург в Петрово время: XVIII и XIX века — книга, исторический очерк И. Н. Божерянова. юбилейное издание.

## История издания

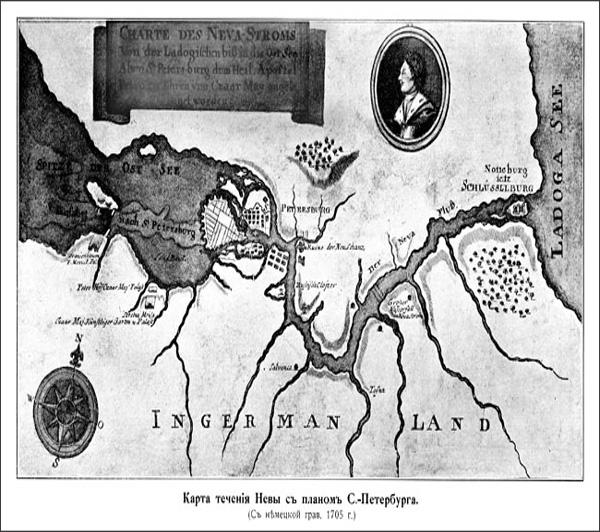
Карта течения Невы с планом Санкт-Петербурга

Книга была создана к 200-летию Санкт-Петербурга в издательстве Х. Краузе.
Истории прошлого были основаны на данных первоисточников, которые были библиографической редкостью ещё в дореволюционной России: «Письма и бумаги Петра Великого», «Описание Санкт-Петербурга», «Записки графа Миниха» Богданова и др. Такие материалы дают возможность по-новому рассмотреть личность Петра.
Ценность издания также состоит в представленных в книге сведениях о крупных предприятиях, которые появились в Санкт-Петербурге к началу XX века (Товарищество Табачной фабрики Саатчи и Мангуби — поставщик Двора его императорского величества, и др.).

## Содержание
Издание содержит богатые сведения о северо-западных землях в глубокой древности, которые входили в состав Русского государства с момента его основания, о выдающихся жителях столицы Российской империи: членах царской фамилии, высших сановниках, крупных предпринимателях, деятелях науки, литературы, искусства и культуры, о первых строителях города.

## Оформление

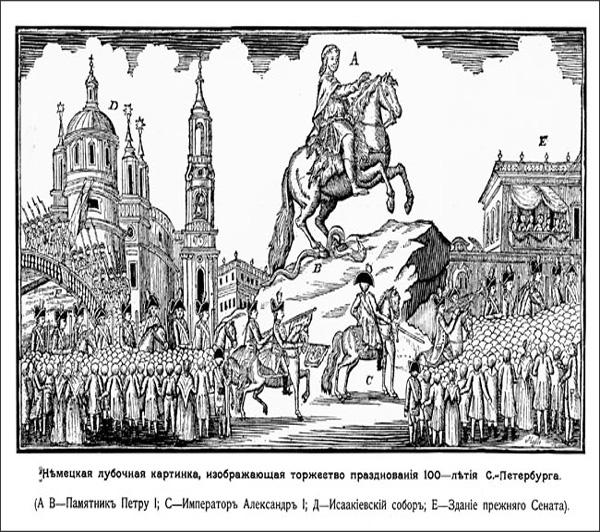
Немецкая лубочная картинка, изображающая торжество празднования 100-летия СПб

В издание входят 300 гравюр из коллекции П. Я. Дашкова. На них отображена история Санкт-Петербурга с момента его основания до начала XX века.
Также издание содержит редкие фотографии и различные зарисовки, выполненные фототипией.

## Информация о переиздании
- Божерянов И. Н. Санкт-Петербург в Петрово время: XVIII и XIX века: Культурно-исторический очерк жизни Санкт-Петербурга за два века. — Факсимильное издание 1901—1903 гг. — СПб.: Альфарет, 2007.